# Candyman: Day of the Dead
 Candyman: Day of the Dead és una pel·lícula estatunidenca de terror dirigida per Turi Meyer, estrenada el 1999.

## Argument
Caroline McKeever tracta de guanyar-se la vida com a artista en un barri hispà de Los Angeles. La noia és l'última descendent de Daniel Robitaille, un home negre que va ser linxat per enamorar-se d'una dona blanca i que, segons la llegenda, es va convertir en un ésser d'ultratomba a la recerca de revenja conegut com a Candyman. Ara Caroline té malsons sobre el terrorífic venjador. La tornada de Candyman és a prop.

## Repartiment
- Tony Todd: Candyman / Daniel Robitaille
- Donna D'Errico: Caroline McKeever
- Alexia Robinson: Tamara
- Jsu Garcia: David de La Paz
- Mark Adair-Rios: Miguel Velasco
- Lupe Ontiveros: Àvia
- Wade Williams: Tinent Detectiu Samuel Deacon Kraft
- Lillian Hurst

## Al voltant de la pel·lícula
- Continuació de Candyman i de Candyman 2.